# Liste des monuments historiques d'Arles
Ce tableau présente la liste de tous les monuments historiques classés ou inscrits sur la commune d‘Arles, Bouches-du-Rhône, en France.

## Statistiques
Arles compte 88 édifices comportant au moins une protection au titre des monuments historiques, soit 14 % des monuments historiques du département du Bouches-du-Rhône.
Le graphique suivant résume le nombre d'actes de protection par décennies (ou par année avant 1880) :

## Liste
| Monument | Adresse                                                                                          | Coordonnées                      | Notice                  | Protection                        | Date                     | Illustration |
| --- | ------------------------------------------------------------------------------------------------ | -------------------------------- | ----------------------- | --------------------------------- | ------------------------ | --- |
| Abbaye de Montmajour                                                                                               | R.D. 17                                                                                          | 43° 42′ 20″ nord, 4° 39′ 50″ est | « PA00081117 »          | Classé                            | 1840 1921                | Abbaye de Montmajour                                                                                              |
| Abbaye Saint-Césaire monastère Saint-Jean                                                                          | Rue du Grand-Couvent                                                                             | 43° 40′ 34″ nord, 4° 37′ 54″ est | « PA00081118 »          | Classé Inscrit Classé             | 1840 1908 1941 1989      | Abbaye Saint-Césairemonastère Saint-Jean                                                                          |
| Amphithéâtre | Rond-point des Arènes                                                                            | 43° 40′ 40″ nord, 4° 37′ 52″ est | « PA00081119 »          | Classé                            | 1840                     | Amphithéâtre |
| Aqueduc de Barbegal                                                                                                | R.D. 82                                                                                          | 43° 42′ 10″ nord, 4° 43′ 17″ est | « PA00081120 »          | Classé                            | 1886                     | Aqueduc de Barbegal                                                                                               |
| Aqueduc de Pont-de-Crau                                                                                            | Route de Crau Avenue des Arches                                                                  | 43° 39′ 54″ nord, 4° 38′ 51″ est | « PA00081121 »          | Classé                            | 1922                     | Aqueduc de Pont-de-Crau                                                                                           |
| ancien Archevêché porche méridional de la cour d'honneur, 2 ailes méridionales gothiques et tour Saint-Louis       | 28 rue du Cloître                                                                                | 43° 40′ 33″ nord, 4° 37′ 42″ est | « sans pour l'instant » | Inscrit                           | 2015                     | Image manquante Téléverser                                                                                        |
| Borne milliaire du château d'Estoublon                                                                             | Musée Départemental de l'Arles Antique                                                           | 43° 40′ 21″ nord, 4° 36′ 59″ est | « PA00081205 »          | Classé                            | 1927                     | Borne milliaire du château d'Estoublon                                                                            |
| ancienne cathédrale Saint-Trophime, cloître et bâtiments claustraux                                                | Place de la République                                                                           | 43° 40′ 36″ nord, 4° 37′ 41″ est | « PA00081139 »          | Classé Inscrit Classé             | 1840 1846 1943 2015 2018 | ancienne cathédrale Saint-Trophime, cloître et bâtiments claustraux                                               |
| Chapelle de la Charité, de l'ancien couvent des Carmélites (Hôtel Jules César)                                     | 9, Boulevard des Lices                                                                           | 43° 40′ 30″ nord, 4° 37′ 43″ est | « PA00081141 »          | Classé                            | 1927                     | Chapelle de la Charité, de l'ancien couvent des Carmélites (Hôtel Jules César)                                    |
| Chapelle de la Genouillade                                                                                         | Quartier La Genouillade Route de Crau                                                            | 43° 40′ 22″ nord, 4° 38′ 26″ est | « PA00081123 »          | Classé                            | 1942                     | Chapelle de la Genouillade                                                                                        |
| Chapelle des Trinitaires                                                                                           | 38 rue de la République                                                                          | 43° 40′ 35″ nord, 4° 37′ 33″ est | « PA00081135 »          | Inscrit                           | 1958                     | Chapelle des Trinitaires                                                                                          |
| Château de l'Armellière                                                                                            | Route de Salin-de-Giraud                                                                         | 43° 34′ 10″ nord, 4° 40′ 44″ est | « PA00081131 »          | Inscrit Classé                    | 1987 1989                | Château de l'Armellière                                                                                           |
| Château de la Jansonne                                                                                             | Raphèle-lès-Arles: hameau de Balarin                                                             | 43° 39′ 16″ nord, 4° 42′ 01″ est | « PA00081125 »          | Classé                            | 1968                     | Château de la Jansonne                                                                                            |
| Cirque Romain fouilles archéologiques                                                                              | Avenue Jean-Monnet                                                                               | 43° 40′ 22″ nord, 4° 37′ 04″ est | « PA00081516 »          | Classé                            | 1992                     | Cirque Romainfouilles archéologiques                                                                              |
| Collège Saint-Charles: ancien couvent des Cordeliers, ancienne chapelle des Pénitents gris                         | 2, 2bis rue de la Calade 1, 3 rue Diderot Rond-point des Arènes                                  | 43° 40′ 38″ nord, 4° 37′ 47″ est | « PA00135618 »          | Inscrit Classé                    | 1995 1997                | Collège Saint-Charles: ancien couvent des Cordeliers, ancienne chapelle des Pénitents gris                        |
| Colonnes de Saint-Lucien                                                                                           | Place du Forum                                                                                   | 43° 40′ 39″ nord, 4° 37′ 38″ est | « PA00081127 »          | Classé                            | 1840                     | Colonnes de Saint-Lucien                                                                                          |
| Commanderie de Sainte-Luce                                                                                         | 66 rue du Quatre-Septembre Rue du Grand-Prieuré Rue Dominique-Maïsta                             | 43° 40′ 44″ nord, 4° 37′ 40″ est | « PA00081129 »          | Classé                            | 1977                     | Commanderie de Sainte-Luce                                                                                        |
| Ancien couvent des Grands-Augustins, aujourd'hui église paroissiale St Césaire                                     | Place Saint-Césaire                                                                              | 43° 40′ 32″ nord, 4° 37′ 21″ est | « PA13000074 »          | Inscrit                           | 2014                     | Ancien couvent des Grands-Augustins, aujourd'hui église paroissiale St Césaire                                    |
| École du Lau | 24, 26, 28 rue du Quatre-Septembre                                                               | 43° 40′ 46″ nord, 4° 37′ 48″ est | « PA00081132 »          | Inscrit Classé                    | 1946 1950                | École du Lau |
| Église des Carmes-Déchaussés                                                                                       | 63, Boulevard de Craponne                                                                        | 43° 40′ 26″ nord, 4° 37′ 17″ est | « PA13000023 »          | Inscrit                           | 1998                     | Église des Carmes-Déchaussés                                                                                      |
| Église des Dominicains ou frères Prêcheurs                                                                         | 1 à 7, Place Albin Peyron                                                                        | 43° 40′ 43″ nord, 4° 37′ 33″ est | « PA00081133 »          | Classé (église) Inscrit (cloître) | 1921 2014                | Église des Dominicains ou frères Prêcheurs                                                                        |
| Église Notre-Dame-la-Major                                                                                         | Place de la Major                                                                                | 43° 40′ 40″ nord, 4° 37′ 57″ est | « PA00081134 »          | Classé                            | 1945                     | Église Notre-Dame-la-Major                                                                                        |
| Église Sainte-Anne                                                                                                 | Place de la République                                                                           | 43° 40′ 36″ nord, 4° 37′ 38″ est | « PA00081136 »          | Classé                            | 1875                     | Église Sainte-Anne                                                                                                |
| Église Saint-Genest de Trinquetaille                                                                               | Trinquetaille Rue du Maréchal-Galliéni                                                           | 43° 40′ 45″ nord, 4° 36′ 54″ est | « PA00081137 »          | Inscrit                           | 1934                     | Église Saint-Genest de Trinquetaille                                                                              |
| Église Saint-Julien                                                                                                | Rue du Quatre-Septembre Rue Saint-Julien                                                         | 43° 40′ 46″ nord, 4° 37′ 46″ est | « PA00081138 »          | Classé                            | 1941                     | Église Saint-Julien                                                                                               |
| Église Saint-Pierre-et-Saint-Paul de Mouleyrès                                                                     | 12bis rue Mansard                                                                                | 43° 40′ 33″ nord, 4° 38′ 09″ est | « PA13000022 »          | Inscrit                           | 1998                     | Église Saint-Pierre-et-Saint-Paul de Mouleyrès                                                                    |
| Forum: substructions servant de fondations et appelées cryptoportiques                                             | Sous l'Hôtel de Ville, l'église Sainte-Anne, la chapelle des Jésuites jusqu'à l'hôtel Nord-Pinus | 43° 40′ 36″ nord, 4° 37′ 39″ est | « PA00081140 »          | Classé                            | 1886 1937 1938           | Forum: substructions servant de fondations et appelées cryptoportiques                                            |
| Grand Prieuré de l'Ordre de Malte: actuellement siège du Musée Réattu                                              | 10 rue du Grand Prieuré                                                                          | 43° 40′ 45″ nord, 4° 37′ 40″ est | « PA00081128 »          | Classé                            | 1958                     | Grand Prieuré de l'Ordre de Malte: actuellement siège du Musée Réattu                                             |
| Hôpital Joseph-Imbert                                                                                              | Quartier de Fourchon                                                                             | 43° 39′ 30″ nord, 4° 38′ 02″ est | « PA13000003 »          | Inscrit                           | 1996                     | Image manquante Téléverser                                                                                        |
| Hôtel-Dieu Saint-Esprit (ancien): Portail de l'ancienne chapelle                                                   | 13 rue Dulau                                                                                     | 43° 40′ 34″ nord, 4° 37′ 31″ est | « PA00081124 »          | Classé                            | 1941                     | Hôtel-Dieu Saint-Esprit (ancien): Portail de l'ancienne chapelle                                                  |
| Hôtel-Dieu Saint-Esprit (ancien): Niche avec statue de la Vierge (au-dessus d'une porte donnant dans la rue Dulau) | Rue Dulau                                                                                        | 43° 40′ 34″ nord, 4° 37′ 31″ est | « PA00081142 »          | Inscrit                           | 1927                     | Hôtel-Dieu Saint-Esprit (ancien): Niche avec statue de la Vierge(au-dessus d'une porte donnant dans la rue Dulau) |
| Hôtel des Amazones: façades                                                                                        | 29 rue des Arènes                                                                                | 43° 40′ 40″ nord, 4° 37′ 44″ est | « PA00081168 »          | Inscrit                           | 1932                     | Hôtel des Amazones: façades                                                                                       |
| Hôtel d'Augières                                                                                                   | 33 rue des Arènes                                                                                | 43° 40′ 40″ nord, 4° 37′ 41″ est | « PA00081167 »          | Inscrit                           | 1927                     | Hôtel d'Augières                                                                                                  |
| Hôtel de Barrême                                                                                                   | 11 rue de Barrême & 1, rue Frédéric Mistral                                                      | 43° 42′ 18″ nord, 4° 35′ 33″ est | « PA00081143 »          | Classé                            | 1988                     | Hôtel de Barrême                                                                                                  |
| Hôtel Barrême de Manville                                                                                          | 10 Rond-point des Arènes                                                                         | 43° 40′ 42″ nord, 4° 37′ 49″ est | « PA00081157 »          | Classé                            | 1946                     | Hôtel Barrême de Manville                                                                                         |
| Hôtel Boussicaud                                                                                                   | 38-40 rue Genive                                                                                 | 43° 40′ 31″ nord, 4° 37′ 16″ est | « PA13000082 »          | Inscrit                           | 2016                     | Hôtel Boussicaud                                                                                                  |
| Hôtel Courtois de Langlade sous-préfecture                                                                         | 6 rue de la Calade                                                                               | 43° 40′ 37″ nord, 4° 37′ 45″ est | « PA00081144 »          | Inscrit                           | 1932                     | Hôtel Courtois de Langladesous-préfecture                                                                         |
| Hôtel Damian de Vinsargues                                                                                         | Quartier de la Roquette, rue Parade                                                              | 43° 40′ 34″ nord, 4° 37′ 23″ est | « PA00081156 »          | Inscrit                           | 1932                     | Hôtel Damian de Vinsargues                                                                                        |
| Hôtel de Donines                                                                                                   | 4 rue de la Bastille                                                                             | 43° 40′ 39″ nord, 4° 37′ 46″ est | « PA13000080 »          | Inscrit                           | 2016                     | Hôtel de Donines                                                                                                  |
| Hôtel L'Estang-Parade                                                                                              | 15 rue du Pont                                                                                   | 43° 40′ 40″ nord, 4° 37′ 27″ est | « PA00081150 »          | Inscrit                           | 1988                     | Hôtel L'Estang-Parade                                                                                             |
| Hôtel Forbin-Soliers                                                                                               | 31 Rue des Arènes                                                                                | 43° 40′ 40″ nord, 4° 37′ 42″ est | « PA00081166 »          | Inscrit                           | 1927                     | Hôtel Forbin-Soliers                                                                                              |
| Hôtel de Giraud ou Capitani                                                                                        | Quartier de la Roquette: 10 rue Élie Giraud                                                      | 43° 40′ 39″ nord, 4° 37′ 26″ est | « PA00081161 »          | Inscrit                           | 1946                     | Hôtel de Giraud ou Capitani                                                                                       |
| Hôtel de Grille | Rue de Grille                                                                                    | 43° 40′ 45″ nord, 4° 37′ 44″ est | « PA00081146 »          | Inscrit                           | 1946                     | Hôtel de Grille                                                                                                   |
| Hôtel de L'Hoste                                                                                                   | 16 rue du Grand-Prieuré                                                                          | 43° 40′ 45″ nord, 4° 37′ 38″ est | « PA00081151 »          | Classé                            | 1989                     | Hôtel de L'Hoste                                                                                                  |
| Hôtel Icard-Duquesne                                                                                               | 26 rue Tour-du-Fabre 19 rue de la République                                                     | 43° 40′ 37″ nord, 4° 37′ 32″ est | « PA00081147 »          | Inscrit                           | 1987                     | Hôtel Icard-Duquesne                                                                                              |
| Hôtel de la Lauzière                                                                                               | 42 rue de la République                                                                          | 43° 40′ 35″ nord, 4° 37′ 34″ est | « PA00081148 »          | Inscrit                           | 1925                     | Hôtel de la Lauzière                                                                                              |
| Hôtel Laugier de Montblanc                                                                                         | 14 rue Dominique-Maïsto                                                                          | 43° 40′ 42″ nord, 4° 37′ 39″ est | « PA00081178 »          | Inscrit                           | 1927                     | Hôtel Laugier de Montblanc                                                                                        |
| Hôtel Laurens de Beaujeu                                                                                           | 22, 24 rue Frédéric-Mistral                                                                      | 43° 40′ 36″ nord, 4° 37′ 33″ est | « PA00081149 »          | Inscrit                           | 1987                     | Hôtel Laurens de Beaujeu                                                                                          |
| Hôtel Laval-Castellane, puis collège des Jésuites, actuellement siège du Museon Arlaten                            | 29 rue de la République Rue Frédéric-Mistral                                                     | 43° 40′ 36″ nord, 4° 37′ 33″ est | « PA00081126 »          | Classé                            | 1905 1921 1944 1967      | Hôtel Laval-Castellane, puis collège des Jésuites, actuellement siège du Museon Arlaten                           |
| Hôtel de Nicolaï                                                                                                   | 4, Rue Nicolaï                                                                                   | 43° 40′ 39″ nord, 4° 37′ 43″ est | « PA00081152 »          | Inscrit                           | 1928                     | Hôtel de Nicolaï                                                                                                  |
| Hôtel de l'Œuvre du Bouillon                                                                                       | Quartier de la Roquette: 6 rue Élie Giraud                                                       | 43° 40′ 39″ nord, 4° 37′ 26″ est | « PA00081158 »          | Inscrit Classé                    | 1987 1992                | Hôtel de l'Œuvre du Bouillon                                                                                      |
| Hôtel Perrin de Jonquières                                                                                         | 17 rue de la République                                                                          | 43° 40′ 37″ nord, 4° 37′ 30″ est | « PA00081153 »          | Inscrit                           | 1987                     | Hôtel Perrin de Jonquières                                                                                        |
| Hôtel du Roure ou de Divonne                                                                                       | Quartier de la Roquette: 2, 4, 6, 8 rue de la Roquette                                           | 43° 40′ 35″ nord, 4° 37′ 23″ est | « PA00081145 »          | Inscrit                           | 1974                     | Hôtel du Roure ou de Divonne                                                                                      |
| Hôtel de Truchet                                                                                                   | 4 rue Truchet                                                                                    | 43° 40′ 43″ nord, 4° 37′ 35″ est | « PA00135619 »          | Inscrit                           | 1995                     | Hôtel de Truchet                                                                                                  |
| Hôtel Varadier de Saint-Andiol                                                                                     | 32 rue du Tour-du-Fabre                                                                          | 43° 40′ 36″ nord, 4° 37′ 32″ est | « PA00081154 »          | Inscrit                           | 1988                     | Hôtel Varadier de Saint-Andiol                                                                                    |
| Hôtel de Viguier                                                                                                   | 31 rue de l'Hôtel-de-Ville                                                                       | 43° 40′ 37″ nord, 4° 37′ 40″ est | « PA13000081 »          | Inscrit                           | 2016                     | Hôtel de Viguier                                                                                                  |
| Hôtel de ville avec le beffroi et le Palais des Podestats                                                          | Place de la République                                                                           | 43° 40′ 36″ nord, 4° 37′ 39″ est | « PA00081155 »          | Classé                            | 1920 1938 1942           | Hôtel de ville avec le beffroi et le Palais des Podestats                                                         |
| Immeubles | 7, 9 rue du Palais                                                                               | 43° 40′ 37″ nord, 4° 37′ 38″ est | « PA00081160 »          | Inscrit                           | 1988                     | Immeubles |
| Immeuble en bout d'îlot avec 3 façades et toutes ses toitures                                                      | 2 rue Portagnel, place Voltaire & 27 rue Tardieu                                                 | 43° 40′ 44″ nord, 4° 37′ 52″ est | « PA00081162 »          | Inscrit                           | 1987                     | Immeubleen bout d'îlot avec 3 façades et toutes ses toitures                                                      |
| Immeuble | Place Voltaire & 59 rue Condorcet                                                                | 43° 40′ 48″ nord, 4° 37′ 52″ est | « PA00081163 »          | Inscrit                           | 1987                     | Immeuble |
| Léproserie Saint-Lazare                                                                                            | Chemin des Minimes                                                                               | 43° 40′ 18″ nord, 4° 38′ 28″ est | « PA13000049 »          | Inscrit                           | 2005                     | Léproserie Saint-Lazare                                                                                           |
| Maison: façade 17e siècle                                                                                          | Rue du Docteur-Fanton                                                                            | 43° 40′ 41″ nord, 4° 37′ 35″ est | « PA00081172 »          | Inscrit                           | 1927                     | Maison: façade 17e siècle                                                                                         |
| Maison | 33bis rue du Quatre-Septembre                                                                    | 43° 40′ 45″ nord, 4° 37′ 46″ est | « PA00081177 »          | Inscrit                           | 1927                     | Maison |
| Maison Alphonse Benoît                                                                                             | 14 rue du Quatre-Septembre                                                                       | 43° 40′ 46″ nord, 4° 37′ 49″ est | « PA00081176 »          | Inscrit                           | 1927                     | Maison Alphonse Benoît                                                                                            |
| Marché de la Grande Boucherie                                                                                      | 62 Rue du Quatre-Septembre Rue Réattu                                                            | 43° 40′ 44″ nord, 4° 37′ 41″ est | « PA00081181 »          | Classé Inscrit                    | 1922 1938                | Marché de la Grande Boucherie                                                                                     |
| Monument en hommage à Frédéric Mistral                                                                             | Place du Forum                                                                                   | 43° 40′ 39″ nord, 4° 37′ 37″ est | « PA13000054 »          | Inscrit                           | 2009                     | Monument en hommage à Frédéric Mistral                                                                            |
| Nécropole des Alyscamps: église Saint-Honorat, chapelle de la famille Porcellet et nécropole                       | Avenue des Alyscamps                                                                             | 43° 40′ 18″ nord, 4° 38′ 12″ est | « PA00081179 »          | Classé                            | 1840 1862                | Nécropole des Alyscamps: église Saint-Honorat, chapelle de la famille Porcellet et nécropole                      |
| Niche avec restes de statue et son entourage                                                                       | impasse Balze (anciennement impasse du Musée)                                                    | 43° 40′ 36″ nord, 4° 37′ 37″ est | « PA00081174 »          | Inscrit                           | 1927                     | Niche avec restes de statue et son entourage                                                                      |
| Niche d'angle avec Vierge à l'Enfant                                                                               | Rond-point des Arènes & rue Raspail                                                              | 43° 40′ 42″ nord, 4° 37′ 48″ est | « PA00081165 »          | Inscrit                           | 1927                     | Niche d'angle avec Vierge à l'Enfant                                                                              |
| Niche d'angle vide                                                                                                 | Rue de Chiavary & rue du 4 septembre                                                             | 43° 40′ 47″ nord, 4° 37′ 49″ est | « PA00081171 »          | Inscrit                           | 1927                     | Niche d'angle vide                                                                                                |
| Niche d'angle avec statue de saint Martin partageant son manteau                                                   | angle gauche des rues des Frères-Vieux et Baudanoni, Quartier de la Roquette                     | 43° 40′ 35″ nord, 4° 37′ 19″ est | « PA00081173 »          | Inscrit                           | 1927                     | Niche d'angle avec statue de saint Martin partageant son manteau                                                  |
| Niche d'angle avec Vierge à l'Enfant soutenue par un cul-de-lampe en tête sculptée                                 | Rue de l'Hôtel-de-Ville & rue Favorin                                                            | 43° 40′ 40″ nord, 4° 37′ 40″ est | « PA00081159 »          | Inscrit                           | 1926                     | Niche d'angle avec Vierge à l'Enfant soutenue par un cul-de-lampe en tête sculptée                                |
| Niche d'angle vide mais soutenue par un cul-de-lampe sculpté dans la pierre                                        | 84 rue Portagnel                                                                                 | 43° 40′ 42″ nord, 4° 37′ 58″ est | « PA00081175 »          | Inscrit                           | 1927                     | Niche d'angle vide mais soutenue par un cul-de-lampe sculpté dans la pierre                                       |
| Niche d'angle avec Vierge à l'Enfant: N'existe plus, suite destruction.                                            | Rue Augustin-Tardieu                                                                             | 43° 40′ 43″ nord, 4° 37′ 53″ est | « PA00081169 »          | Inscrit                           | 1927                     | Niche d'angle avec Vierge à l'Enfant: N'existe plus, suite destruction.                                           |
| Obélisque | Place de la République                                                                           | 43° 40′ 35″ nord, 4° 37′ 39″ est | « PA00081180 »          | Classé                            | 1840                     | Obélisque |
| Palais archiépiscopal                                                                                              | Place de la République                                                                           | 43° 40′ 35″ nord, 4° 37′ 40″ est | « PA00081122 »          | Classé                            | 1922 1959                | Palais archiépiscopal                                                                                             |
| Hôtel de Luppé |                                                                                                  | 43° 40′ 38″ nord, 4° 33′ 49″ est | « PA13000090 »          | Inscrit                           | 2019                     | Hôtel de Luppé |
| Phare de Beauduc                                                                                                   | pointe des Sablons                                                                               | 43° 21′ 52″ nord, 4° 35′ 05″ est | « PA13000068 »          | Inscrit                           | 2013                     | Phare de Beauduc                                                                                                  |
| Phare de Faraman                                                                                                   |                                                                                                  | 43° 21′ 17″ nord, 4° 41′ 14″ est | « PA13000063 »          | Inscrit                           | 2012                     | Phare de Faraman                                                                                                  |
| Pont de Constantin                                                                                                 | Trinquetaille Quai Saint-Pierre                                                                  | 43° 40′ 55″ nord, 4° 37′ 36″ est | « PA00081182 »          | Classé                            | 1920                     | Pont de Constantin                                                                                                |
| Pont de Fourques                                                                                                   | R.D. 35a                                                                                         | 43° 41′ 20″ nord, 4° 36′ 49″ est | « PA00081183 »          | Inscrit                           | 1988                     | Pont de Fourques                                                                                                  |
| Pont Van-Gogh et maison pontière                                                                                   | Rue Gaspard-Monge                                                                                | 43° 39′ 25″ nord, 4° 37′ 15″ est | « PA00081184 »          | Inscrit Classé                    | 1986 1988                | Pont Van-Goghet maison pontière                                                                                   |
| Portail des chanoines                                                                                              | 20 rue du cloître                                                                                | 43° 40′ 34″ nord, 4° 37′ 43″ est | « sans pour l'instant » | Classé                            | 2018                     | Portail des chanoines                                                                                             |
| Porte de la Cavalerie                                                                                              |                                                                                                  | 43° 40′ 52″ nord, 4° 37′ 53″ est | « PA00081185 »          | Classé                            | 1928                     | Porte de la Cavalerie                                                                                             |
| Puits dans la cour intérieure d'une maison                                                                         | 7 rue Balechou                                                                                   | 43° 40′ 40″ nord, 4° 37′ 44″ est | « PA00081170 »          | Inscrit                           | 1931                     | Image manquante Téléverser                                                                                        |
| Quartier Canonial                                                                                                  | 20 à 26 rue du Cloître                                                                           | 43° 40′ 34″ nord, 4° 37′ 44″ est | « sans pour l'instant » | Inscrit                           | 2015                     | Quartier Canonial                                                                                                 |
| Remparts | Quai Marx Dormoy                                                                                 | 43° 40′ 43″ nord, 4° 37′ 28″ est | « PA00081186 »          | Classé Inscrit                    | 1886 1922 1927           | Remparts |
| Temple protestant, ex-cercle de la Rotonde                                                                         | Boulevard des Lices                                                                              | 43° 40′ 32″ nord, 4° 37′ 38″ est | « PA00081187 »          | Inscrit                           | 1945                     | Temple protestant, ex-cercle de la Rotonde                                                                        |
| Théâtre antique | Rue de la Calade                                                                                 | 43° 40′ 35″ nord, 4° 37′ 47″ est | « PA00081189 »          | Classé                            | 1840                     | Théâtre antique                                                                                                   |
| Thermes de Constantin                                                                                              | Place du Sauvage Rue Dominique Maïsto                                                            | 43° 40′ 44″ nord, 4° 37′ 38″ est | « PA00081190 »          | Classé                            | 1840 1922                | Thermes de Constantin                                                                                             |
| Tour d'Amphoux | Gageron                                                                                          | 43° 36′ 39″ nord, 4° 37′ 53″ est | « PA00081191 »          | Inscrit                           | 1932                     | Tour d'Amphoux |
| Tour du Mas de la Grande Rougnouse                                                                                 | D.36, route de Salin-de-Giraud                                                                   | 43° 39′ 01″ nord, 4° 35′ 44″ est | « PA00081164 »          | Inscrit                           | 1932                     | Tour du Mas de la Grande Rougnouse                                                                                |
| Tour de la Roquette                                                                                                | Quai de la Roquette                                                                              | 43° 40′ 31″ nord, 4° 37′ 10″ est | « PA00081192 »          | Inscrit                           | 1927                     | Tour de la Roquette                                                                                               |
| Tourvieille | Le Sambuc Chemin de la Bélugue                                                                   | 43° 25′ 13″ nord, 4° 41′ 38″ est | « PA00081193 »          | Inscrit                           | 1933                     | Tourvieille |
| Verrerie de Trinquetaille                                                                                          | Trinquetaille Chemin de la Verrerie                                                              | 43° 40′ 55″ nord, 4° 37′ 15″ est | « PA00081194 »          | Classé Inscrit                    | 1987                     | Verrerie de Trinquetaille                                                                                         |
| Vestiges archéologiques                                                                                            | Trinquetaille Entre la rue Four-Banal et la rue des Curatiers                                    | 43° 40′ 52″ nord, 4° 37′ 25″ est | « PA00081188 »          | Inscrit                           | 1953                     | Vestiges archéologiques                                                                                           |
| Vestiges enceinte romaine                                                                                          | Rue du Cloître Entre l'ancien hôtel des Postes et le cloître Saint-Trophime                      | 43° 40′ 36″ nord, 4° 37′ 41″ est | « PA00081130 »          | Classé                            | 1922                     | Vestiges enceinte romaine                                                                                         |
| Vestiges du Groupe épiscopal paléochrétien de l'enclos Saint Césaire                                               | Enclos Saint Césaire                                                                             | 43° 40′ 33″ nord, 4° 37′ 56″ est | « PA13000047 »          | Classé                            | 2004                     | Vestiges du Groupe épiscopal paléochrétien de l'enclos Saint Césaire                                              |